# 中餐厅 (湖南卫视)
《中餐厅》（英語：Chinese Restaurant），原名《青春合伙人》，是中国大陆湖南卫视推出的一档明星经营类美食真人秀节目。节目旨在通过讲述五位经营合夥人利用20天的时间在异国他乡经营一家中餐厅的心路历程与过程中的大小故事，向世界弘扬中华美食文化。《中餐厅》由制作过《透鲜滴星期天》的制作人王恬及其团队打造，每集约90分钟，按季播出。
第一季于2017年7月1日在泰国启动录制，并由制作过两季《花儿与少年》的制作人陈歆宇及其团队参与联合制作，2017年7月22日起每週六22:00接档《我想和你唱第二季》播出；第二季于2018年6月1日在法国启动录制，2018年7月20日起每週五22:00接档《向往的生活第二季》播出，并与《幻乐之城》叠播；第三季于2019年6月5日在意大利启动录制，2019年7月19日23:30播出先导片，2019年7月26日起每週五22:00接档《向往的生活第三季》播出；第四季因2019冠状病毒病疫情而由节目组在2020年湖南卫视春季招商会上宣布改为国内录制，节目形式亦作出相应调整，改为利用21天的时间经营一家游轮移动餐厅，从重庆出发，途经长江流域四省，在每个港口停留两天，挑战当地特色美食任务，此外还有神秘嘉宾作为家乡代言人助力，该季于2020年6月30日在湖北恩施巴东旅游码头启动录制，实际录制受疫情影响缩减为仅在湖北境内的三峡段进行，2020年7月31日起每週五22:00接档《向往的生活第四季》播出，并与《元气满满的哥哥》叠播；第五季继第四季后再次在国内录制，节目形式改为利用21天的时间途经长沙、桂林、海口三地经营一家房车式陆上移动餐厅，该季于2021年6月25日在湖南长沙望城区月亮岛启动录制，2021年7月30日起每週五22:00接档《向往的生活第五季》播出；第六季继续在国内录制，节目形式改为利用21天的时间经营一家草原亲子餐厅，该季于2022年7月11日在湖南郴州北湖区仰天湖草原风景旅游区启动录制，2022年8月12日起每週五22:00接档《向往的生活第六季》播出；第七季恢复海外录制，节目形式亦作出全新升级，改为“一店双档”的经营模式，由八位经营合伙人组成双档营业小分队共同经营一家中餐厅，该季于2023年6月19日在匈牙利启动录制，2023年7月14日12:00在芒果TV、21:30在湖南卫视播出先导片，2023年7月21日起每週五19:30接档《青年π计划》播出；第八季于2024年6月19日在法国启动录制，2024年7月19日起每週五22:00接档《灿烂的花园》播出。第九季以“非洲创业季”为副标题，于2025年5月20日在摩洛哥启动录制，2025年6月19日22:00播出先导片，2025年6月20日起每週五22:00播出。
芒果TV于2017年8月2日起每週日、週一12:00为付费用户提供节目第一季的伴随纪录片《中餐厅老友记》，以供用户随时点播收看。纪录片主要包含了节目中的未播片段及精彩花絮。而第三、四、五、六、七、八、九季节目亦设有会员专享版。

## 节目成员

### 第一季
| 姓名   | 生日           | 职业             | 初始角色定位 |
| 赵薇   | 1976年3月12日  | 演员、歌手、导演 | 店长         |
| 黄晓明 | 1977年11月13日 | 演员、歌手       | 经理         |
| 张亮   | 1982年3月26日  | 模特、演员       | 主厨         |
| 周冬雨 | 1992年1月31日  | 演员             | 服务生       |
| 靳梦佳 | 1993年6月5日   | 主持人           | 洗碗工       |

### 第二季
| 姓名   | 生日          | 职业                     |
| 赵薇   | 1976年3月12日 | 演员、歌手、导演         |
| 苏有朋 | 1973年9月11日 | 演员、歌手、制作人、导演 |
| 舒淇   | 1976年4月16日 | 演员                     |
| 白举纲 | 1993年11月2日 | 歌手                     |
| 王俊凯 | 1999年9月21日 | 歌手、演员               |

注：
1. 第二季除赵薇继续担任店长外，其余四位嘉宾不再具备初始职务（角色定位），所有嘉宾均需体验各个不同职位。
2. 第二季不再设立固定的主厨职务，改为每人推出一道或几道主打菜的经营模式。
3. 第二季的顾客来源由原先的散客直接上门就餐改为实行订餐制，故不再需要专人上街揽客。

### 第三季
| 姓名   | 生日           | 职业       | 初始角色定位   |
| 黄晓明 | 1977年11月13日 | 演员、歌手 | 店长           |
| 林述巍 | 1977年9月15日  | 厨师       | 主厨           |
| 秦海璐 | 1978年8月11日  | 演员、编剧 | 财务总监兼帮厨 |
| 杨紫   | 1992年11月6日  | 演员       | 前台           |
| 王俊凯 | 1999年9月21日  | 歌手、演员 | 大堂经理       |

注：
1. 担任主厨的林述巍为成都世纪城天堂洲际大饭店厨房运营总监。
2. 仝卓、高天鹤于开业第二天以临时工身份入职。经过三天实习期后，最终仝卓被票选为常驻嘉宾。
3. 王俊凯因学业问题于开业第十天提前离职，大堂经理一职在此后由杨紫接任。

### 第四季
| 姓名   | 生日           | 职业         | 初始角色定位 |
| 黄晓明 | 1977年11月13日 | 演员、歌手   | 店长         |
| 林述巍 | 1977年9月15日  | 厨师         | 主厨         |
| 张亮   | 1982年3月26日  | 模特、演员   | 主厨         |
| 赵丽颖 | 1987年10月16日 | 演员、歌手   | 财务总监     |
| 李浩菲 | 1999年6月15日  | 主持人、演员 | 服务生       |

注：
1. 第四季实行双主厨制。

### 第五季
| 姓名     | 生日           | 职业                   |
| 黄晓明   | 1977年11月13日 | 演员、歌手             |
| 宁静     | 1972年4月27日  | 演员、时装设计师、模特 |
| 姚安娜   | 1998年1月14日  | 歌手                   |
| 周也     | 1998年5月20日  | 演员                   |
| 丁真珍珠 | 2001年5月7日   | 網路紅人               |

注：
1. 第五季继续由黄晓明担任店长。
2. 第五季不再有专业厨师担任合伙人，改为合伙人学习当地美食后再营业的模式。
3. 第五季每站均有飞行合伙人加盟，龚俊为长沙站飞行合伙人，檀健次为桂林站飞行合伙人。

### 第六季
| 姓名   | 生日           | 职业       |
| 黄晓明 | 1977年11月13日 | 演员、歌手 |
| 殷桃   | 1979年12月6日  | 演员       |
| 尹正   | 1986年12月30日 | 演员、歌手 |
| 章若楠 | 1996年11月14日 | 演员       |
| 陈立农 | 2000年10月3日  | 歌手、演员 |

注：
1. 第六季继续由黄晓明担任店长。
2. 第六季除五位明星合伙人外，另有两位厨师加盟，分别为野生大厨詹宗林与面点大师赵小羊。

### 第七季
| 姓名   | 生日           | 职业               |
| 黄晓明 | 1977年11月13日 | 演员、歌手         |
| 赵又廷 | 1984年9月25日  | 演员               |
| 岳云鹏 | 1985年4月15日  | 相声演员、影视演员 |
| 尹正   | 1986年12月30日 | 演员、歌手         |
| 沈梦辰 | 1989年6月13日  | 主持人、演员       |
| 许光汉 | 1990年10月31日 | 演员、模特、歌手   |
| 林允   | 1996年4月16日  | 演员               |
| 程潇   | 1998年7月15日  | 歌手、演员         |

注：
1. 第七季实行“一店双档”的经营模式，由黄晓明、赵又廷分别担任双档口店长，尹正、许光汉、程潇加入黄晓明档口，岳云鹏、沈梦辰、林允加入赵又廷档口。
2. 第七季除八位明星合伙人外，另有厨师林述巍加盟。

### 第八季
| 姓名   | 生日           | 职业       |
| 黄晓明 | 1977年11月13日 | 演员、歌手 |
| 林述巍 | 1977年9月15日  | 厨师       |
| 戴广坦 | 1983年3月16日  | 厨师       |
| 姜妍   | 1986年2月19日  | 演员       |
| 尹正   | 1986年12月30日 | 演员、歌手 |
| 胡一天 | 1993年12月26日 | 演员、模特 |
| 虞书欣 | 1995年12月18日 | 演员、歌手 |
| 翟潇闻 | 1999年5月28日  | 歌手、演员 |

注：
1. 第八季继续由黄晓明担任店长。

### 第九季
| 姓名   | 生日           | 职业             |
| 黄晓明 | 1977年11月13日 | 演员、歌手       |
| 林述巍 | 1977年9月15日  | 厨师             |
| 姜妍   | 1986年2月19日  | 演员             |
| 丁禹兮 | 1995年7月20日  | 演员             |
| 沈月   | 1997年2月27日  | 演员             |
| 翟潇闻 | 1999年5月28日  | 歌手、演员       |
| 尹浩宇 | 2003年10月20日 | 歌手、演员、舞者 |

注：
1. 第九季继续由黄晓明担任店长。

## 节目内容

### 第一季（2017）
| 集數 （季） | 主题             | 首播日期      |
| ----------- | ---------------- | ------------- |
| 1           | 准备日           | 2017年7月22日 |
| 2           | 我们开业了       | 2017年7月29日 |
| 3           | 四个人的餐厅     | 2017年8月5日  |
| 4           | 我们的老师       | 2017年8月12日 |
| 5           | 离别即是相遇     | 2017年8月19日 |
| 6           | 中餐厅的新主厨   | 2017年8月26日 |
| 7           | 小黄鸭蜕变记     | 2017年9月2日  |
| 8           | 黄晓明的主厨日   | 2017年9月9日  |
| 9           | 不好吃，就免费！ | 2017年9月16日 |
| 10          | 我们的航海日     | 2017年9月23日 |
| 11          | 中餐厅答谢宴     | 2017年9月30日 |

### 第二季（2018）
| 集數 （季） | 主题             | 首播日期              |
| ----------- | ---------------- | --------------------- |
| 1           | 准备日           | 2018年7月20日         |
| 2           | 中餐厅开业日     | 2018年7月27日         |
| 3           | 中餐厅的男人日   | 2018年8月3日          |
| 4           | 寿喜搭档新主厨   | 2018年8月10日         |
| 5           | 朋哥小凯的主厨日 | 2018年8月17日         |
| 6           | 姐妹花的主厨日   | 2018年8月24日         |
| 7           | 压力之夜         | 2018年8月31日         |
| 8           | 麻辣兄弟主厨日   | 2018年9月7日          |
| 9           | 晓明回归啦       | 2018年9月14日         |
| 10          | 黄店长正式上岗   | 2018年9月21日         |
| 11          | 端午嘉年华       | 2018年9月30日（週日） |
| 12          | 中餐厅告别宴     | 2018年10月5日         |

### 第三季（2019）
| 集數 （季） | 主题             | 首播日期       |
| ----------- | ---------------- | -------------- |
| 0           | 先导片           | 2019年7月19日  |
| 1           | 不可能完成的任务 | 2019年7月26日  |
| 2           | 中餐厅开业日     | 2019年8月2日   |
| 3           | 中餐厅的新战略   | 2019年8月9日   |
| 4           | 今天中午秦当家   | 2019年8月16日  |
| 5           | 晚餐升级啦       | 2019年8月23日  |
| 6           | 订婚宴筹备日     | 2019年8月30日  |
| 7           | 中餐厅的订婚宴   | 2019年9月6日   |
| 8           | 送别宴           | 2019年9月13日  |
| 9           | 小凯走的第一天   | 2019年9月20日  |
| 10          | 是谁划了菜单     | 2019年9月27日  |
| 11          | 中餐厅的教学日   | 2019年10月4日  |
| 12          | 中餐厅答谢宴     | 2019年10月11日 |
| 13          | 特辑大餐         | 2019年10月18日 |

### 第四季（2020）
| 集數 （季） | 主题                       | 首播日期       |
| ----------- | -------------------------- | -------------- |
| 1           | 「中餐厅号」启航了         | 2020年7月31日  |
| 2           | 「中餐厅号」营业了         | 2020年8月7日   |
| 3           | 「中餐厅号」伙计们，加油   | 2020年8月14日  |
| 4           | 「中餐厅号」开唱，开张     | 2020年8月21日  |
| 5           | 「中餐厅号」扭亏，为盈之战 | 2020年8月28日  |
| 6           | 「中餐厅号」告别与迎接     | 2020年9月4日   |
| 7           | 「中餐厅号」岳来岳好       | 2020年9月11日  |
| 8           | 「中餐厅号」新成员大挑战   | 2020年9月18日  |
| 9           | 武汉之约，我们来了         | 2020年9月25日  |
| 10          | 感谢宴好精彩               | 2020年10月2日  |
| 11          | 爱心盒饭任务               | 2020年10月9日  |
| 12          | 最后的晚餐                 | 2020年10月16日 |

### 第五季（2021）
| 集數 （季） | 主题                           | 首播日期       |
| ----------- | ------------------------------ | -------------- |
| 1           | 「中餐厅」再集结               | 2021年7月30日  |
| 2           | 我们要变大厨                   | 2021年8月6日   |
| 3           | 今日开门营业                   | 2021年8月13日  |
| 4           | 用心款待一切相遇               | 2021年8月20日  |
| 5           | 一路山水向桂林                 | 2021年8月27日  |
| 6           | 厨房学艺“桂”在坚持             | 2021年9月3日   |
| 7           | 桂林站首次营业                 | 2021年9月10日  |
| 8           | 大厨的考验和惊喜               | 2021年9月17日  |
| 9           | 结业山水篇，开心去海边         | 2021年9月24日  |
| 10          | 海纳百味，始于苦练             | 2021年10月1日  |
| 11          | 营业考核第五季，姐妹助阵冲业绩 | 2021年10月8日  |
| 12          | 家里的中国味，中餐的家人情     | 2021年10月15日 |

### 第六季（2022）
| 集數 （季） | 主题                 | 首播日期       |
| ----------- | -------------------- | -------------- |
| 1           | 好“餐”上场，今晚开张 | 2022年8月12日  |
| 2           | 筹备日               | 2022年8月19日  |
| 3           | 营业日·Day1—2        | 2022年8月26日  |
| 4           | 当梦想照进现实       | 2022年9月2日   |
| 5           | 朗月佳节，至味团圆   | 2022年9月9日   |
| 6           | 在一起，才珍惜       | 2022年9月16日  |
| 7           | 身份交换日           | 2022年9月23日  |
| 8           | 桃店长正式上岗       | 2022年9月30日  |
| 9           | 西瓜大作战           | 2022年10月28日 |
| 10          | 光盘日记             | 2022年11月4日  |
| 11          | 「大蔡」组合上菜     | 2022年11月11日 |
| 12          | 合伙人全员告别       | 2022年11月18日 |

### 第七季（2023）
| 集數 （季） | 主题               | 首播日期       |
| ----------- | ------------------ | -------------- |
| 0           | 超前企划           | 2023年7月14日  |
| 1           | 中餐厅，变了       | 2023年7月21日  |
| 2           | 朋友与对手         | 2023年7月28日  |
| 3           | 双档经营首次较量   | 2023年8月4日   |
| 4           | 更好的中餐厅       | 2023年8月11日  |
| 5           | 計畫和變化         | 2023年8月18日  |
| 6           | 挫折和转折         | 2023年8月25日  |
| 7           | 崭新的起点         | 2023年9月1日   |
| 8           | 燃烧的胜负心       | 2023年9月8日   |
| 9           | 中餐厅一家人       | 2023年9月15日  |
| 10          | 三个女人一台戏     | 2023年9月22日  |
| 11          | 最后的冲刺         | 2023年10月6日  |
| 12          | 把最好的美食献给你 | 2023年10月13日 |

### 第八季（2024）
| 集數 （季） | 主题                   | 首播日期      |
| ----------- | ---------------------- | ------------- |
| 1           | 中餐厅创业日           | 2024年7月19日 |
| 2           | 奥运主题筹备日         | 2024年7月26日 |
| 3           | 奥运营业日             | 2024年8月2日  |
| 4           | 莫奈花园休息日         | 2024年8月9日  |
| 5           | 海边外卖               | 2024年8月16日 |
| 6           | 国潮营业日             | 2024年8月23日 |
| 7           | 国潮营业日·Day2        | 2024年8月30日 |
| 8           | 国潮营业日之武术和古筝 | 2024年9月6日  |
| 9           | 国潮游园会             | 2024年9月13日 |
| 10          | 古城亚眠餐车日         | 2024年9月20日 |
| 11          | 中法交流週             | 2024年9月27日 |
| 12          | 美味收官               | 2024年10月4日 |

### 第九季（2025）
| 集數 （季） | 主题           | 首播日期      |
| ----------- | -------------- | ------------- |
| 0           | 先导片         | 2025年6月19日 |
| 1           | 中餐厅来了     | 2025年6月20日 |
| 2           | 创业三部曲     | 2025年6月27日 |
| 3           | 筹备33小时     | 2025年7月4日  |
| 4           | 营业日         | 2025年7月11日 |
| 5           | 营业爆单中     | 2025年7月18日 |
| 6           | 后厨状况不断   | 2025年7月25日 |
| 7           | 分工合作       | 2025年8月1日  |
| 8           | 深夜火锅走心局 | 2025年8月8日  |
| 9           | 首日换岗营业   | 2025年8月15日 |

## 争议与回响

### 周边产品热销
赵薇于第一季第一期节目中购买并食用的一款名为“午餐肉”的培根罐头在该期节目首播几小时后便宣告售罄。第二季于2018年7月20日首播后，在节目中出现的一只被放置在餐厅前台，并于赵薇先行抵达餐厅后重复赵薇讲话的名为「复读鸡」的玩具在节目开播数日后便宣告售罄。

### 被指抄袭韩综《尹食堂》
《中餐厅》自立项之初，便面临着节目模式与韩国tvN电视台的《尹食堂》雷同的争议。对此，《尹食堂》的制作人罗䁐锡回应称：“节目模式费并不昂贵。如果他们有意向购买的话，我可以为他们提供帮助”。然而由于政策上的限制，再加上中國大陸限韩令，故《中餐厅》已无再向《尹食堂》购买版权的可能性。

#### 与《尹食堂》的异同点
《中餐厅》于2017年7月22日首播后，观众发现，节目与《尹食堂》的共同之处在于创意模式，二者皆为美食题材真人秀节目，且均以“海外餐厅”作为概念。而在节目形式与内容等方面，《中餐厅》与《尹食堂》却有着较大的差异。从整体上看，《尹食堂》侧重于经营餐厅的过程及顾客日常生活的交流；而《中餐厅》则侧重于五位经营合伙人在经营餐厅上的火花及产生的矛盾与乐趣。

### 顾客名额被高价售卖
第六季录制期间，录制地点存在不法分子通过網路渠道非法高价售卖顾客报名名额的现象。对此，节目组于2022年7月18日通过官方微博发表声明，谴责高价售卖顾客名额的行为，并表示任何非正规渠道获得的报名名额均无法进入餐厅，节目组亦不会通过任何途径收取报名费用。

### 嘉宾轶闻和争议

#### 关于黄晓明
第三季前三期节目播出后，店长黄晓明在节目中独断专行的处事方式受到广大网友热议及負評。黃在节目中爆出的经典言论，如「这种事情不需要讨论」、「我不要你觉得，我要我觉得」、「你觉得不管用，我觉得管用好吗」，引发部分网友批评，网上还出现了与之相关的截图表情包，黄晓明本人亦被冠上「中年王子病」的称号。而黄晓明本人在接受专访时回应称「我觉得挺逗的」，并表示「中年王子病」其实亦是一件好事，一方面说明自己已经摆脱油腻，另一方面则说明自己20多年没变，直言自己个性单纯，而这一回应再度引发众人讨论。
第四期节目播出后，店长黄晓明的表现较之前形成巨大反转，有网友指出该期节目中有多处片段存在口型与声音不符的现象，疑似节目组試圖通过配音扭转黄晓明的形象，而黄晓明亦被爆出「投资《中餐厅》节目」、「为洗白特意后期配音修改」等传闻，黄晓明工作室对此予以否认。8月20日，总导演王恬就持续发酵的黄晓明事件接受《重庆晨报》记者专访，否认节目组刻意凸显嘉宾不好的成分，并表示「包括晓明在内，节目里每个人物在镜头前都是真实的」。

## 主题曲
《中餐厅》第一季同名主题曲由孟骁作词，涂逸作曲，赵薇与黄晓明共同演唱，于节目中作为片尾曲播放，歌曲音频于2017年7月25日在QQ音乐正式上线。此外，由周冬雨演唱的另一版《中餐厅》于周冬雨担任轮值主厨的第一季第七期节目中作为插曲播放，并于2017年9月4日在QQ音乐正式上线。
第二季同名主题曲继续沿用第一季的旋律与副歌歌词，主歌部分由孟骁重新填词，经重新编曲后由赵薇与苏有朋共同演唱，歌曲音频于2018年7月10日在QQ音乐正式上线。
第三季同名主题曲继续沿用前两季的旋律与副歌歌词，主歌部分由叶风重新填词，经重新编曲后由黄晓明、秦海璐、杨紫与王俊凯共同演唱，新版编曲还在前奏部分特别加入了《我的太阳》的旋律，歌曲音频于2019年7月26日在网易云音乐正式上线。
第四季主题曲为《中国味》，由卡斯柏、张敬豪作词，卡斯柏、梁根荣作曲，七人版由五位经营合伙人与刘宇宁、卡斯柏共同演唱，二人版由刘宇宁与卡斯柏共同演唱，单人版由卡斯柏演唱，歌曲音频于2020年8月28日在网易云音乐正式上线。
第五季主题曲为《中国之味》，由夏诺作词，莫艳琳作曲，黄晓明与宁静共同演唱，歌曲音频于2021年7月30日在网易云音乐正式上线。

## 奖项纪录
| 年份   | 颁奖典礼                 | 奖项               | 入围             | 结果 |
| ------ | ------------------------ | ------------------ | ---------------- | ---- |
| 2020年 | 第26届上海电视节白玉兰奖 | 最佳电视综艺节目奖 | 《中餐厅》第三季 | 提名 |

## 宣传活动
第一季
2017年8月16日，节目组于长沙举行媒体＆观众互动会，五位经营合伙人赵薇、黄晓明、张亮、周冬雨和靳梦佳携各自拿手菜齐亮相，与场外观众“零距离”互动。芒果直播、网易薄荷直播、YY直播、百度贴吧等平台全程直播，直播互动累计在线人数超过80万，留言、点赞、送礼物等互动数超过200万。
| 播出时间      | 活动           | 出席者                             |
| ------------- | -------------- | ---------------------------------- |
| 2017年8月26日 | 《快乐大本营》 | 赵薇、黄晓明、张亮、周冬雨、靳梦佳 |

第二季
| 播出时间      | 活动           | 出席者                       |
| ------------- | -------------- | ---------------------------- |
| 2018年8月25日 | 《快乐大本营》 | 苏有朋、舒淇、白举纲、王俊凯 |

第三季
2019年7月23日，节目组于成都举行尝鲜品鉴会，主厨林述巍出席品鉴会并向媒体记者分享了节目录制期间的经历和感受，现场还播放了首期节目的部分片段。品鉴会随后分别于7月24日和26日在北京和青岛举行，并分别由秦海璐和黄晓明出席。
| 播出时间      | 活动           | 出席者                         |
| ------------- | -------------- | ------------------------------ |
| 2019年7月20日 | 《快乐大本营》 | 黄晓明、秦海璐、王俊凯         |
| 2019年7月29日 | 《甜蜜的任务》 | 黄晓明、秦海璐、王俊凯、林述巍 |

第四季
| 播出时间     | 活动         | 出席者                       |
| ------------ | ------------ | ---------------------------- |
| 2020年8月9日 | 《天天向上》 | 赵丽颖、张亮、林述巍、李浩菲 |

第八季
| 播出时间      | 活动             | 出席者         |
| ------------- | ---------------- | -------------- |
| 2024年8月31日 | 《你好，星期六》 | 胡一天、翟瀟聞 |

第九季
| 播出时间      | 活动             | 出席者                                             |
| ------------- | ---------------- | -------------------------------------------------- |
| 2025年7月26日 | 《你好，星期六》 | 黄晓明、姜妍、丁禹兮、沈月、翟潇闻、尹浩宇、林述巍 |